# Pteridophyta
Le pteridofite (Pteridophyta, dal greco πτερίς "pteris" che vuol dire felce) sono crittogame vascolari a cui appartengono specie usualmente note come felci, licopodi, equiseti. Sono un gruppo antico, apparso già nel Devoniano inferiore, esplose alla fine del Mesozoico e rappresentato ancor oggi da circa 11 000 specie.
Il gruppo è ormai ritenuto parafiletico ed è diviso nei gruppi Lycopodiophyta e Polypodiophyta. Queste piante sono cormofite: sono costituite da un fusto, vere radici e foglie, e posseggono un sistema vascolare. Sono difatti le prime piante terrestri che hanno cominciato a differenziare un sistema di trasporto dei fluidi, permettendo così un ulteriore accrescimento in altezza a differenza delle briofite (muschi) che non sono riuscite ad affrancarsi totalmente dalla vita acquatica. Le Pteridofite sono organismi aplodiplonti con alternanza di generazioni antitetiche eteromorfiche con netto predominio dello sporofito sul gametofito. In generale, lo sporofito è perenne, sebbene la parte visibile possa scomparire completamente nella stagione sfavorevole. Il gametofito d'altra parte, in generale, è effimero e deve essere legato all'acqua per la sua sussistenza e perché la riproduzione abbia successo. 
La pressione selettiva agisce principalmente sullo sporofito, essendo il gametofito il più evolutivamente conservato. Evolutivamente presentano alcune importanti differenze rispetto alle briofite:  compare la lignina, presentano sporofiti ramificati con numerosi sporangi, le radici hanno funzione di assorbimento e il gametofito è ridotto rispetto allo sporofito. A differenza di angiosperme e gimnosperme, le felci non sono dotate di semi ma si diffondono nell'ambiente mediante spore. Di scarsa importanza economica, vengono coltivate principalmente come ornamentali.

## Struttura
Lo sporofito è il più importante per la determinazione della pianta (è la parte della felce che comunemente vediamo), essendo più cospicuo ed evolutivamente meno conservato. Lo sporofito è un cormo (un corpo multicellulare organizzato in tessuti e organi, con un germoglio fotosintetico, una radice per l'assorbimento di acqua e sali, e un sistema di fasci vascolari che li collega), caratteristica condivisa con il resto delle piante vascolari.
Le foglie che originano dal fusto possono o meno essere vascolarizzate, non lo sono nei licopodi, la divisione più primitiva. 
Le felci della divisione Monilophyta possiedono foglie vere e proprie (megafilli) a lamina intera o spesso pennata, denominati “fronde”. Le fronde sono provviste di numerose nervature e, nello stadio giovanile, si presentano arrotolate all'apice. L'arrotolamento avviene a causa della crescita più rapida della pagina inferiore dei giovani abbozzi fogliari. Lo srotolamento è definito vernazione circinnata. Nelle fronde la nervatura si ramifica in vari modi: di frequente sono presenti fronde pennate (da 2 a 4 volte), ma si trovano anche foglie indivise con nervatura mediana dominante e nervature laterali poco vistose. Le foglie portano sulla pagina inferiore parecchi sporangi spesso riuniti in gruppi detti sori. Le felci moderne sono suddivise in due gruppi: le felci eusporangiate e le felci leptosporangiate, sulla base del tipo di sporangio. Inoltre esistono pteridofite isosporee (con sporangi di un unico tipo che producono spore uguali) e eterosporee (alcuni sporangi producono macrospore femminili, altri microspore maschili).
Il fusto delle felci moderne è di solito dotato di rizoma sotterraneo, ma nelle felci arboree tropicali può raggiungere dimensioni simili a quelle delle palme. 
La radice embrionale può essere presente nell'embrione (nelle felci eusporangiate) oppure assente (nelle felci leptosporangiate), ma anche se è presente non si sviluppa molto. La funzione di assorbimento è svolta dalle radici avventizie, originate nel fusto.
La morfologia autosimilare delle foglie e degli steli costituisce un esempio applicativo dell'utilizzo della geometria frattale nell'interpretazione della natura.

## Riproduzione
Nelle pteridofite è presente sia la riproduzione sessuata che quella asessuata (vegetativa o agamica). La riproduzione vegetativa può avvenire per propaguli che si originano dallo sporofito ed è particolarmente efficace per la colonizzazione.

## La riproduzione sessuata

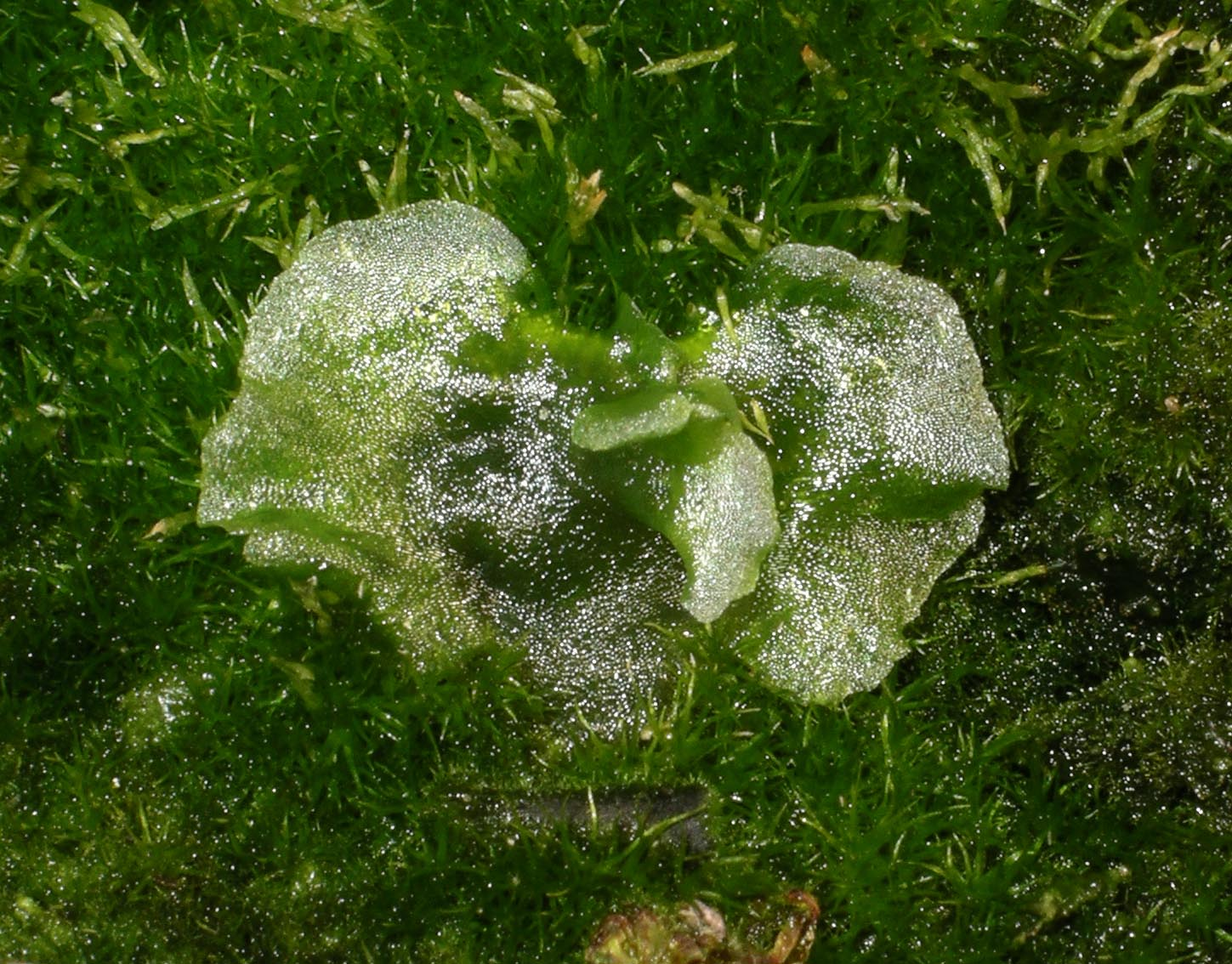
Gametofito (protallo) di Dicksonia antartica.

Nelle pteridofite troviamo un'alternanza di generazione ben distinta: dalla spora, aploide, che germina si sviluppa un protallo o gametofito, a forma ora di tubercolo, ora di lamina (come nelle felci) fissato al substrato tramite rizoidi.
I protalli possono essere esclusivamente maschili, esclusivamente femminili oppure ermafroditi a seconda che ospitino organi maschili (anteridi), femminili (archegoni) o entrambe. 
All'interno degli anteridi sono presenti i gameti maschili (detti talvolta anterozoi), spesso ritorti a spirale, e mobili per la presenza di ciglia. Gli archegoni, strutture a forma di fiasco, contengono invece il gamete femminile, immobile. 
I gameti maschili entrano, grazie alla presenza di acqua, negli archegoni e si uniscono al gamete femminile. In seguito alla fecondazione si origina un embrione che si nutre a spese del protallo, a cui rimane attaccato mediante un piede sviluppando subito la piantina vascolare o sporofito che è diploide.
La pianta, a ciclo vitale avanzato, origina le spore. Queste sono rinchiuse dentro gli sporangi (spesso raggruppati in sori) e si possono sviluppare sotto la pagina delle fronde fertili o su strutture apposite (es. negli equiseti).
Non sempre le foglie sono insieme sporangifere ed assimilatrici, nel qual caso si dicono trofosporofilli; in molti casi esiste una differenziazione fra trofofilli (foglie fotosintetiche) e sporofilli (foglie sporangifere o fertili).
Le spore possono essere tutte uguali e si parla di pteridofite isosporee oppure distinte in macrospore (femminili) e microspore (maschili) e si parla di pteridofite eterosporee. In questo caso anche gli sporangi si suddivideranno in microsporangi e macrosporangi.

## Classificazione
La classificazione delle felci sensu lato è ancora oggi tema di discussione nel mondo botanico. Tradizionalmente venivano incluse nella classe Filices ma oggi, data la complessità delle relazioni filogenetiche, le felci sono assegnate a un ordine tassonomico superiore: quello della divisione delle Pteridophyta.
Le analisi filogenetiche mostrano che le pteridofite sono un gruppo parafiletico composto da due distinti gruppi monofiletici: Lycophyta che comprende le più antiche pteridofite con microfilli e le Monilophyta che comprende le pteridofite con megafilli. 

Un lavoro (Smith et al., 2006) propone, sulla base di dati morfologici e molecolari, di suddividere la divisione in 4 classi, 11 ordini e 37 famiglie:
- Classe Psilotopsida
  - Ordine Ophioglossales
    - Ophioglossaceae (incl. Botrychiaceae, Helminthostachyaceae)

  - Ordine Psilotales
    - Psilotaceae (incl. Tmesipteridaceae)
- Classe Equisetopsida [=Sphenopsida]
  - Ordine Equisetales
    - Equisetaceae
- Classe Marattiopsida
  - Ordine Marattiales
    - Marattiaceae (incl. Angiopteridaceae, Christenseniaceae, Danaeaceae, Kaulfussiaceae)
- Classe Polypodiopsida [=Filicopsida, Pteridopsida]
  - Ordine Osmundales
    - Osmundaceae

  - Ordine Hymenophyllales
    - Hymenophyllaceae (incl. Trichomanaceae)

  - Ordine Gleicheniales
    - Gleicheniaceae (incl. Dicranopteridaceae, Stromatopteridaceae)
    - Dipteridaceae (incl. Cheiropleuriaceae)
    - Matoniaceae

  - Ordine Schizaeales
    - Lygodiaceae
    - Anemiaceae (incl. Mohriaceae)
    - Schizaeaceae

  - Ordine Salviniales
    - Marsileaceae (incl. Pilulariaceae)
    - Salviniaceae (incl. Azollaceae)

  - Ordine Cyatheales
    - Thyrsopteridaceae
    - Loxomataceae
    - Culcitaceae
    - Plagiogyriaceae
    - Cibotiaceae
    - Cyatheaceae (incl. Alsophilaceae, Hymenophyllopsidaceae)
    - Dicksoniaceae (incl. Lophosoriaceae)
    - Metaxyaceae

  - Ordine Polypodiales
    - Lindsaeaceae (incl. Cystodiaceae, Lonchitidaceae)
    - Saccolomataceae
    - Dennstaedtiaceae (incl. Hypolepidaceae, Monachosoraceae, Pteridiaceae)
    - Pteridaceae (incl. Acrostichaceae, Actiniopteridaceae, Adiantaceae, Anopteraceae, Antrophyaceae, Ceratopteridaceae, Cheilanthaceae, Cryptogrammaceae, Hemionitidaceae, Negripteridaceae, Parkeriaceae, Platyzomataceae, Sinopteridaceae, Taenitidaceae, Vittariaceae)
    - Aspleniaceae
    - Thelypteridaceae
    - Woodsiaceae (incl. Athyriaceae, Cystopteridaceae)
    - Blechnaceae (incl. Stenochlaenaceae)
    - Onocleaceae
    - Dryopteridaceae (incl. Aspidiaceae, Bolbitidaceae, Elaphoglossaceae, Hypodematiaceae, Peranemataceae)
    - Oleandraceae
    - Davalliaceae
    - Polypodiaceae (incl. Drynariaceae, Grammitidaceae, Gymnogrammitidaceae, Loxogrammaceae, Platyceriaceae, Pleurisoriopsidaceae)

## Usi
L'uso economico più apprezzato è l'uso ornamentale: felci arboree adornano giardini botanici tropicali e temperati in tutto il mondo.
Alcune specie sono usate come piante da interni, come ad esempio le specie di Adiantum come il comune capelvenere.
La felce acquatica Ceratopteris è nota agli acquariofili di tutto il mondo. 
L'azolla è una felce galleggiante coltivata nelle risaie per sfruttarne il potere fertilizzante che deriva dalla capacità di fissare (rendere biodisponibile) l'azoto atmosferico.